# زاردوز
زاردوز (به انگلیسی: Zardoz) فیلمی ۱۰۵ دقیقه‌ای محصول ۱۹۷۴ به کارگردانی جان بورمن با بازی شان کانری است.